# Гілмар Баунсгаард
Гілмар Баунсгаард (дан. Hilmar Baunsgaard; 26 лютого 1920 — 2 липня 1989) — данський державний і політичний діяч, глава уряду країни з лютого 1968 до жовтня 1971 року.

## Життєпис
Народився у місті Слагельсе, на острові Зеландія. Здобув економічну освіту, працював на приватних підприємствах.
Вступив до партії Радикальна Венстре та з 1948 року був одним з лідерів тієї політичної сили. Того ж року він очолив молодіжну організацію партії. 1957 вперше був обраний до фолькетінга, де мав місце до 1977 року. Обіймав посаду міністра торгівлі з 1961 до 1964 року в кабінетах Вігго Кампманна та Єнса Отто Крага. 1964 року Баунсгаард та його партія вийшли з більшості й уряду. 1968 було сформовано новий уряд, до складу якого увійшли представники радикалів та Венстре, а Баунсгаард став державним міністром. Після виборів 1971 він пішов у відставку.
Залишивши політичну діяльність, очолив правління газети партії Радикальна Венстре Politiken.